# Idris Ziazikow
Idris Biejsułtanowicz Ziazikow (ros. Идрис Бейсултанович Зязиков, ur. 31 stycznia 1896 we wsi Barsuki w obwodzie terskim, zm. 5 lipca 1938 w Groznym) – radziecki działacz państwowy i partyjny.

## Życiorys
Skończył szkołę realną we Władykaukazie, 1914-1917 studiował w Moskiewskim Instytucie Rolniczym (nie ukończył), 1918 został członkiem terskiego obwodowego komitetu rewolucyjnego i Komitetu Wykonawczego Terskiej Rady Obwodowej. Od października 1918 należał do RKP(b), był przewodniczącym Komitetu Wykonawczego Inguskiej Rady Obwodowej, od 25 kwietnia 1921 do stycznia 1922 ludowym komisarzem spraw wewnętrznych Górskiej ASRR, a od stycznia 1922 do stycznia 1924 przewodniczącym Centralnego Komitetu Wykonawczego (CIK) Górskiej ASRR. Od lutego do 1 sierpnia 1924 był sekretarzem odpowiedzialnym Górskiego Komitetu Obwodowego RKP(b), od sierpnia do listopada 1924 sekretarzem odpowiedzialnym Biura Organizacyjnego KC RKP(b) na Inguski Obwód Autonomiczny, a od listopada 1924 do 3 września 1929 sekretarzem odpowiedzialnym Komitetu Obwodowego RKP(b)/WKP(b) Inguskiego Obwodu Autonomicznego. W 1925 był słuchaczem Północnokaukaskich Krajowych Kursów Marksizmu, a 1929-1930 słuchaczem Kursów Marksizmu-Leninizmu przy KC WKP(b) (nie ukończył).
W 1930 został aresztowany, 1932 skazany na 10 lat pozbawienia wolności.